# Greevți, Tărgoviște
Greevți (în bulgară Греевци) este un sat în comuna Antonovo, regiunea Tărgoviște,  Bulgaria. 

## Demografie
Componența etnică a satului Greevți
     Nicio identificare (100%)
     Altele (0%)
La recensământul din 2011, populația satului Greevți era de 24 locuitori. . Pentru 100,0% din locuitori nu este cunoscută apartenența etnică.